# Palácio de Belas Artes (Bruxelas)
O Palácio de Belas Artes de Bruxelas (Le Palais des Beaux-Arts), também conhecido como BOZAR, é um centro de cultura em Bruxelas, um espaço multidisciplinar, destinado a receber diversas manifestações artísticas (música, artes, teatro, dança, literatura, cinema, arquitetura, etc.).
Foi construído por Victor Horta entre 1922 e 1929 no estilo Art Déco.

## A criação do palácio
A ideia, inovadora para o seu tempo, mobilizar várias disciplinas de expressão artística  no mesmo local, não é nova na Bélgica.  Um primeiro Palácio de Belas Artes, projetado por Alphonse Balat, havia sido inaugurado em 1880, na rue de la Regence. Tendo tanto o palácio e o templo, estavam projetados para sediar concertos e exposições.
Sete anos mais tarde, a urgente necessidade de encontrar um local para transferir as coleções de arte antiga faz com que o Palácio as abrigue. O prédio hoje abriga o Museu de Arte Antiga. 
Durante as décadas seguintes, apesar da falta de locais de concertos e das demandas do Rei Albert I e Rainha Elizabeth (grandes defensores da cultura), não há qualquer plano para construir um novo palácio. 
Somente após a Primeira Guerra Mundial um primeiro esboço de Horta é apresentado ao governo, que recusa, devido à ousadia do arquiteto e problemas orçamentais. Sendo assim, por iniciativa da Adolphe Max, de burgomestre da cidade de Bruxelas e de Henry Le Boeuf, financista e músico, é criada uma empresa privada "Palácio de Belas Artes", que é responsável pela gerenciamento de projeto, a cidade fornecendo o terreno e o estado garantindo os empréstimos necessários. 
A concepção e implementação do palácio será longa e difícil, o terreno situado nas encostas do monte Coudenberg no final da Place Royale, é desigual, arenoso e úmido, o arranjo dos espaços é complexo. Horta é obrigado a obedecer às restrições impostas sobre o terreno, o seu palácio na sua parte superior não pode ocultar a vista do palácio cidade abaixo, ele terá de reduzir a sua altura e posicioná-lo em um nível mais baixo. 
A fim de viabilizar o investimento, foram exigidas lojas na frente do Palácio, o que faria com que Horta dissesse:
« Um palácio ? Eu não penso assim : uma simples Casa de Artes porque eu jamais ousaria nomear Palácio a uma construção cuja fachada principal abriga magazines! ».

## O palácio

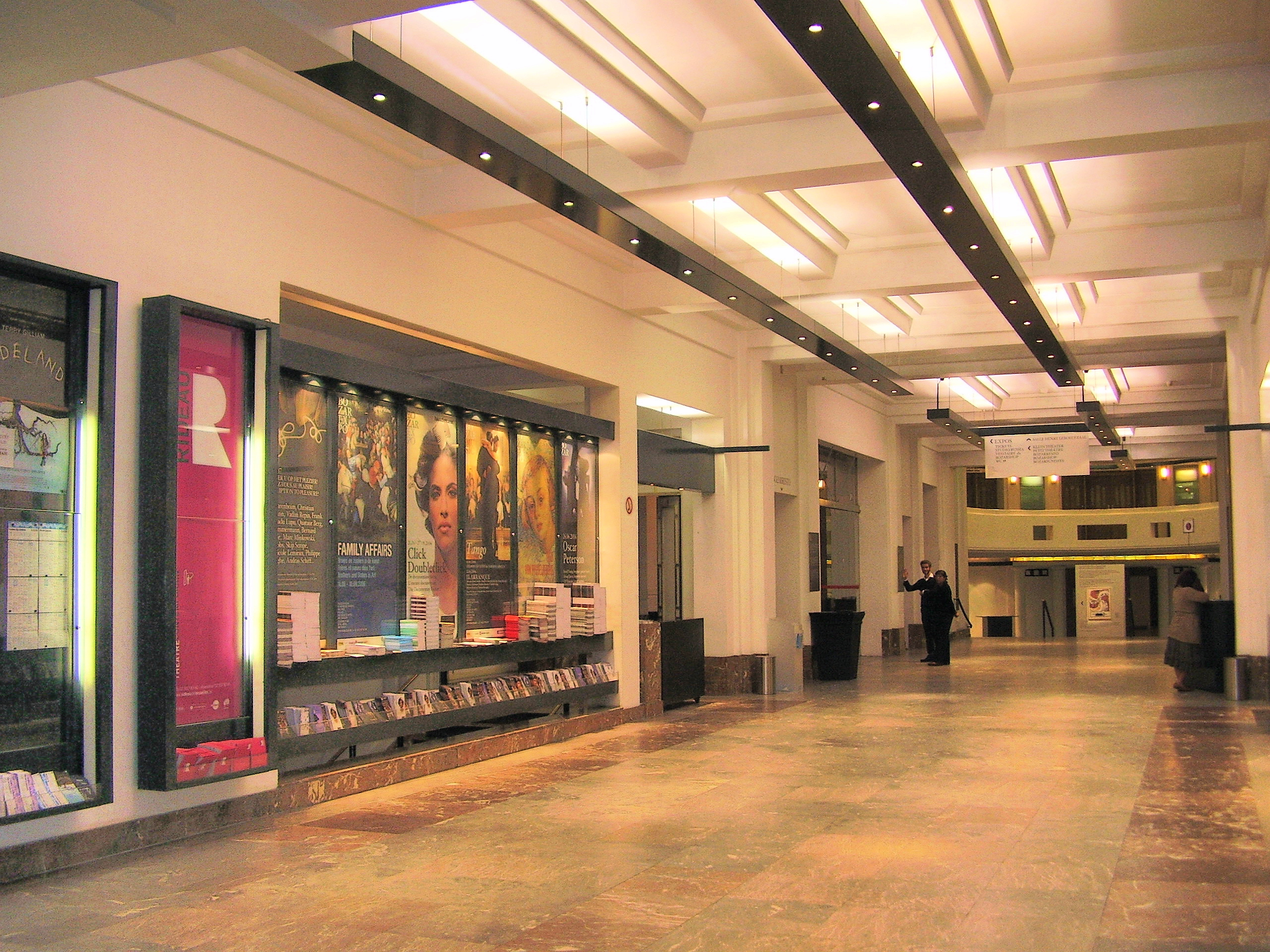
O vestíbulo

Os desafios identificados por Horta são múltiplos: fazer arte e cultura mais acessível, oferecer  todo o tipo de expressão artística nas melhores condições possíveis e criar uma ligação entre o topo e a base da cidade. Tudo isso preservando simultaneamente a investigação arquitetônica. 
O longo vestíbulo de entrada dá acesso à grande sala de concertos (chamado de Henry Le Boeuf), com uma capacidade de 2 200 lugares, localizado no subsolo como o teatro. No piso térreo, o salão de escultura (hoje hall Victor Horta), dá acesso às salas de exposições no outro pavimento através de sua grande escadaria.

## Gestão
O Palácio de Belas Artes tem sido gerida por uma longa série de organização sem fins lucrativos. Estas em nome da instituição asseguram a gestão do edifício, e outros, chamados afiliados, dedicam-se a atividades culturais. Esta divisão existe desde que o Estado socorreu a instituição em 1984. Esta divisão tem continuado após o Estado chegou à emergência da instituição em 1984. Ele converteu a associação gestora do edifício parapúblicos, atribuindo um subsídio, mas também impondo regras próprias para as organizações públicas. 
Esta instância assegurou a locação e gestão de instalações para o benefício dos associados, principalmente a Sociedade Filarmônica, a Orquestra Nacional da Bélgica, as diferentes Jeunesses musicales (juventudes musicais) Europalia, a Société des Expositions. 
Uma nova lei aprovada em 1999, em vigor desde 2002, alterou a organização. O Palácio de Belas Artes se tornou uma sociedade anônima de caráter social e absorveu várias filiais (a Sociedade Filarmônica e da Société des Expositions). A cinemateca, que deveria ser integrada à nova instituição, finalmente obteve sua  independência. Outras filiais continuam, como no passado, para usar as instalações para as suas atividades. 
A nova fórmula visa desenvolver uma gestão integrada, onde o Palácio de Belas Artes é um gestor local e produtor (ou co-produtor), de eventos culturais. 